# L'Almató
L'Almató és una masia de Sant Martí d'Albars (Lluçanès) inclosa a l'Inventari del Patrimoni Arquitectònic de Catalunya.

## Descripció
Masia de considerables dimensions situada al costat d'un camí, adaptant-se al pendent del terreny. Està feta de pedres irregulars sense treballar unides amb morter a excepció de les cantonades, llindes d'obertures i altres llocs destacats que estan fets amb carreus de pedra ben escairats. En una de les obertures, a la llinda, hi figura una inscripció que posa "Josep Almató me fecit". Al pis superior destaquen tres arcs de mig punt, el del mig més ample que els dels costats. Està coberta a dues aigües amb teula àrab i l'embigat és de fusta. Té planta baixa i tres pisos. Les obertures estan disposades de forma poc ordenada i n'hi ha alguna que ha estat tapiada amb maó.

## Història
Al segle xii ens consta l'Almató com a depenent del monestir de Lluçà. El mas tindrà continuïtat fins avui dia. El trobem documentat modernament al nomenclàtor de la província de Barcelona (1860).